# 30 dni do sławy
30 dni do sławy – amerykańska komedia romantyczna z 2004 roku.

## Główne role
- Sean Patrick Flanery – Cole Thompson
- Camille Guaty – Maggie Moreno
- Alanna Ubach – Daisy Fresh
- Jack Plotnick – Bad Boy Austin
- Udo Kier – Barry Davis
- Carmen Electra – Pauline
- Lucy Gallardo – Abuelita
- Seidy Lopez – Jackie Moreno
- Elias Lucero – Little Johnny
- Keith Robinson – Shane
- Lauren Tom – Carla
- Scott Stapp – McP
- Mary Stein – Dale
- Lupe Ontiveros – Rosa Moreno
- Mindy Sterling – Lupe Horowitz

## Fabuła
Cole jest młodym producentem muzycznym. Pewnego dnia zakłada się z kolegą, że jest w stanie wziąć kogokolwiek z ulicy i zrobić z niej gwiazdę. Wybór pada na Maggie – atrakcyjną kobietę, która nie posiada żadnego talentu. W ciągu 30 dni Cole wysyła dziewczynę na lekcje tańca i śpiewu, by uczynić ją bardziej "etniczną". Maszyna, która uczynić z Maggie gwiazdę zostaje uruchomiona. Z czasem Maggie zaczyna mieć wątpliwości czy powinna być sławna kosztem własnego "ja". Również Cole zaczyna się wahać.